# 格特·海德勒
格特·海德勒（德語：Gert Heidler，1948年1月30日—），德国男子足球运动员，司职前锋。他曾代表东德国奥队参加1976年夏季奥林匹克运动会足球比赛，获得一枚金牌。